# Mallochia admirabilis
Mallochia admirabilis là một loài tò vò trong họ Ichneumonidae.